# Cormicy
Cormicy is een gemeente in het Franse departement Marne (regio Grand Est). De gemeente maakt deel uit van het arrondissement Reims. Cormicy telde op 1 januari 2022 1.504 inwoners.

## Geschiedenis
Op 1 januari 2017 werd de gemeente Gernicourt in het arrondissement Laon in het departement Aisne in de regio Hauts-de-France opgenomen in de gemeente Cormicy en werd daarbij overgeheveld naar het arrondissement Reims, het departement Marne in de regio Grand Est.

## Geografie
De oppervlakte van Cormicy bedroeg op 1 januari 2022 31,74 vierkante kilometer; de bevolkingsdichtheid was toen 47,4 inwoners per km².

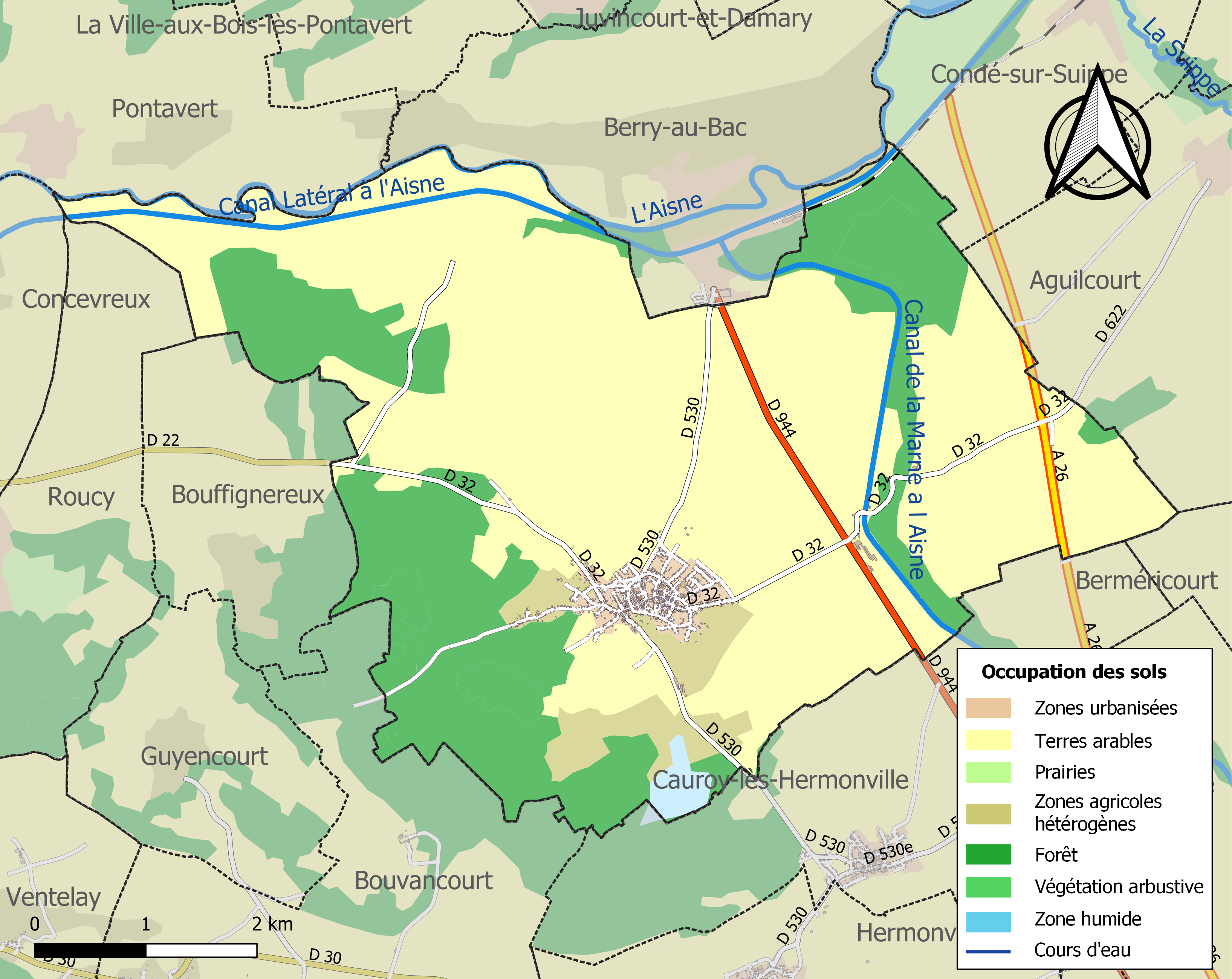
Kaart van de gemeente met de belangrijkste infrastructuur, bodemgebruik en omliggende gemeenten

## Demografie
Onderstaande figuur toont het verloop van het inwonertal (bron: INSEE-tellingen).